# Marokkaanse dynastieën
Marokko heeft een lange en complexe geschiedenis met verschillende snel opeenvolgende dynastieën, sommige van Berberse andere van Arabische afkomst. De laatste twee dynastieën beweren afkomstig te zijn van de islamitische profeet Mohammed.

## Barghawata
De Barghawata waren de stichters van de eerste onafhankelijke islamitisch-Marokkaanse staat. De Barghawata waren een Berberse stammen confederatie in het Westen van Marokko, in de omgeving van het huidige Rabat en Casablanca. Na deel te hebben genomen aan de mislukte Berberopstand tegen de Omajjaden van de vroege 7e eeuw, slaagden zij erin om een onafhankelijke staat te stichten aan de Atlantische kust. Zij hingen een eigenzinnige vorm van de islam aan, doordrenkt met autochtone, joodse en astrologische elementen. Zij hadden een eigen Koran, bestaande uit 80 sura's en geschreven in het Berbers. In de vorm van de Idrisiden, had het een buurstaat die veel machtiger was, maar waar het altijd haar onafhankelijkheid van kon behouden. De staat zou drie eeuwen blijven bestaan, tot de komst van de Almoraviden in de 11e eeuw.

## Sijilmasa
Sijilmasa was een middeleeuwse Berberse handelsstad in het westen van het huidige Marokko. De ruïnes van de stad liggen langs de rivier Ziz in de Tafilelt-oase. De stad kent een kleurrijke geschiedenis, die wordt gekenmerkt door de opkomst en ondergang van verschillende Berberse dynastieën. Tot de 14e eeuw was het, door zijn belangrijke ligging in de trans-Saharaanse handelsnetwerk, een van de belangrijkste handelscentra in de Maghreb.
De stad is halverwege de 8e eeuw gesticht door Samgu bin Wasul Miknasi, een Miknasa Berber uit het Iberische Schiereiland. Op basis van haar rijkdom kon de stad al in het jaar 771 haar onafhankelijkheid veilig stellen van het machtige Kalifaat van de Abbasiden. Verschuivende allianties met het Kalifaat van Córdoba en de Fatimiden destabiliseerden de stad gedurende de 10e eeuw. Hiermee zou de dynastie een lang proces van fragmentatie doormaken, dat in 980 zou culmineren in de opkomst en coup van de Maghrawaden.

## Idrisiden
De Idrisiden (Arabisch:الأدارسة) waren de eerste Al Baitdynastie (nakomelingen van Mohammed) in de westelijke Maghreb. Ze behielden de macht van 788 tot 985. Tot hun gebieden behoorden ook de huidige Spaanse exclaves van Ceuta en Melilla. De dynastie werd vernoemd naar de stichter, Idris I.

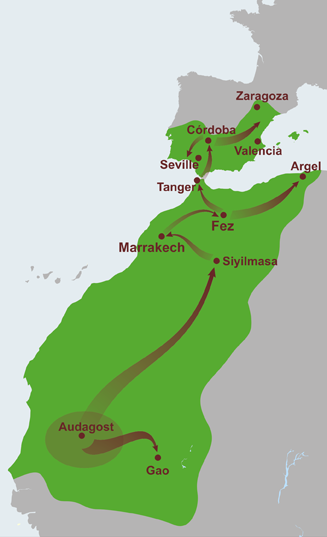
Het rijk van de Almoraviden

Het Iberische gebied van de Almohaden en de aanvallen door Castilië (C), Aragón (A), León (L) en Portugal (P)

## Maghrawaden
De Maghrawaden, een stam van Zenata Berbers, waren een van de eerste Berberse stammen die zich bekeerden tot de islam in de 7de eeuw. Ze steunden Uqba ibn Nafi in zijn veldtocht richting de Atlantische Oceaan in 683. Ze waren eerst geallieerd met de Idrisiden en, vanaf de 10e eeuw, met de Omajjaden, kaliefen van Córdoba. Als gevolg werden ze meegesleurd in conflict tussen de Omajjaden en Fatimiden in Marokko. Hoewel ze de Fatimiden versloegen in 924, gingen ze kort daarna een alliantie met hen aan. Toen ze terug toenadering zochten tot de Omajjaden werden ze door de Ziriden, die in naam van de Fatimiden regeerden, uit centraal Marokko verdreven. Maar in 980 konden ze de Miknasa uit Sijilmasa verdrijven.
Onder Ziri ibn Atiyya bereikten de Maghrawaden suprematie in Fez. Onder toezicht van de Omajjaden breidden ze hun invloed uit ten koste van de Banu Ifran. Een opstand tegen de Andalusische Omajjaden werd neergeslagen door Al Mansur Abi Amir, maar de Maghrawaden konden hun controle over Fes herstellen. Onder de heersers Al Muizz (1001-1026), Hamman (1026-1039) en Dunas (1039) versterkten ze hun macht over Noord- en Centraal-Marokko. Interne machtsstrijd na 1060 maakte het mogelijk voor de Almoraviden om hen te verslaan in 1070 en een einde te maken aan hun heerschappij.

## Almoraviden
De Almoraviden waren de heersers over het eerste grote islamitische rijk dat niet door een Arabier gesticht werd. De Almoraviden waren Berbers die tot Sanhaja hoorden.

## Almohaden
De dynastie der Almohaden (afgeleid van het Arabische الموحدون al-Muwahhidun, "de monotheïsten" of "de unitaristen") was een Berberse moslimdynastie die in de 12e en 13e eeuw over de Maghreb en het zuiden van het Iberische Schiereiland regeerde.

## Meriniden
De Meriniden waren een dynastie die van 1244 tot 1465 over Marokko heerste.
Tegen het einde van de Almohaden-heerschappij veroverden de Meriniden, een stam van de Zenata Berbers, in 1269 geheel Marokko en vestigden daar een eigen dynastie.
Niet alleen Fez, de hoofdstad van de Meriniden, maar ook andere Marokkaanse steden werden door hen opgeluisterd met prachtige bouwwerken.
De Meriniden-dynastie hield stand, alhoewel afgezwakt door interne strijd rond de opvolging en veroveringstochten door de Portugezen, tot in het jaar 1465, toen sultan Abu Mohammed Abd Al-Haqq de keel werd doorgesneden tijdens een opstand in Fez.

## Wattasiden
In 1472 kwam een nieuwe dynastie, de Wattasiden (وطاسيون waṭāsīyūn) of Banû Watâs (بنو الوطاس banū al-waṭās) , aan de macht in Marokko, terwijl de Portugezen het noorden van Marokko (onder meer Tanger en Ceuta) bezet hielden.
De Wattasiden vormden een dynastie en koninkrijk in het noorden van Marokko en een deel van Spanje. Net als de Meriniden waren zij ook Zenata Berbers. De families waren verwant en de Meriniden namen veel viziers van de Wattasiden aan. Deze viziers beschikten over een macht vergelijkbaar met die van de sultan. Ze namen ook daadwerkelijk de macht over van de laatste Merinidensultan Aboe Mohammed Abd Al-Haqq, die velen uit de familie der Wattasiden vermoordde in 1459, tijdens een opstand in Fez in 1465.
Aboe Abd Allah Al Sheikh Mohammed ibn Yahya Al Mahdi was de eerste Wattasidensultan, maar controleerde slechts noordelijk Marokko. In het zuiden werd de macht beoefend door de Saadidynastie. De periode van 1465 tot 1472 was instabiel, en de laatste Marokkaanse bezittingen in Andalusië werden verloren. Ceuta was al door Portugal veroverd en de Spanjaarden en Portugezen voerden militaire campagnes uit in Marokko. Desondanks werden goede economische banden met de Iberiërs onderhouden. De Wattasiden werden uiteindelijk door de Saadi-dynastie verslagen in 1554.

## Saadi-dynastie
De Saadi-dynastie van Marokko (Arabisch:سعديون), begon met de heerschappij van sultan Mohammed al Sheikh in 1554. Van 1509 tot 1554 regeerden ze enkel over het zuiden van Marokko. De Saadi heerschappij eindigde in 1659 met de afzetting van sultan Ahmad al Abbas. De Saadifamilie beweerde nazaten te zijn van de moslimprofeet Mohammed. Ze stamden af van Tagmadert in de vallei van de Draarivier, van het dorp Tidzi (een kasteel 10 km ten noorden van Zagora). De naam Saadi werd gegeven aan de Bani Zaydan-sharifen van Tagmadert door latere generaties en rivalen, die hun afkomst als nakomelingen van Mohammed probeerden te weerleggen, bewerend dat ze van de Hassanidenstam afkomstig waren. De meest bekende Saadisultan was Ahmad I al-Mansur (1578-1603), die het El Badi-paleis in Marrakesh liet bouwen. De Saadidynastie verdreef de Portugezen uit Marokko, plunderde Timboektoe en verdedigden het land tegen het Ottomaanse Rijk. Voor ze Marrakesh veroverden hadden ze Taroudant als hoofdstad.
De Saaditombes werden herontdekt in 1917 en staan tentoon in Marrakesh.

## Alaoui-dynastie
De Alaoui-dynastie is een Arabische dynastie die sinds 1666 tot nu over Marokko regeert. De huidige koning van Marokko, Mohammed VI, is een lid van deze dynastie die beweert rechtstreeks van de islamitische profeet Mohammed af te stammen.